# Quận Montrose, Colorado
Quận Montrose là một quận thuộc tiểu bang Colorado, Hoa Kỳ.
Quận này được đặt tên theo thành phố Montrose. Theo điều tra dân số của Cục điều tra dân số Hoa Kỳ năm 2010, quận có dân số 41276 người. Quận lỵ đóng ở Montrose.

## Địa lý
Theo Cục điều tra dân số Hoa Kỳ, quận có diện tích 5809 km2, trong đó có 5 km2 là diện tích mặt nước.